# إنتاج الكاكاو في ساحل العاج

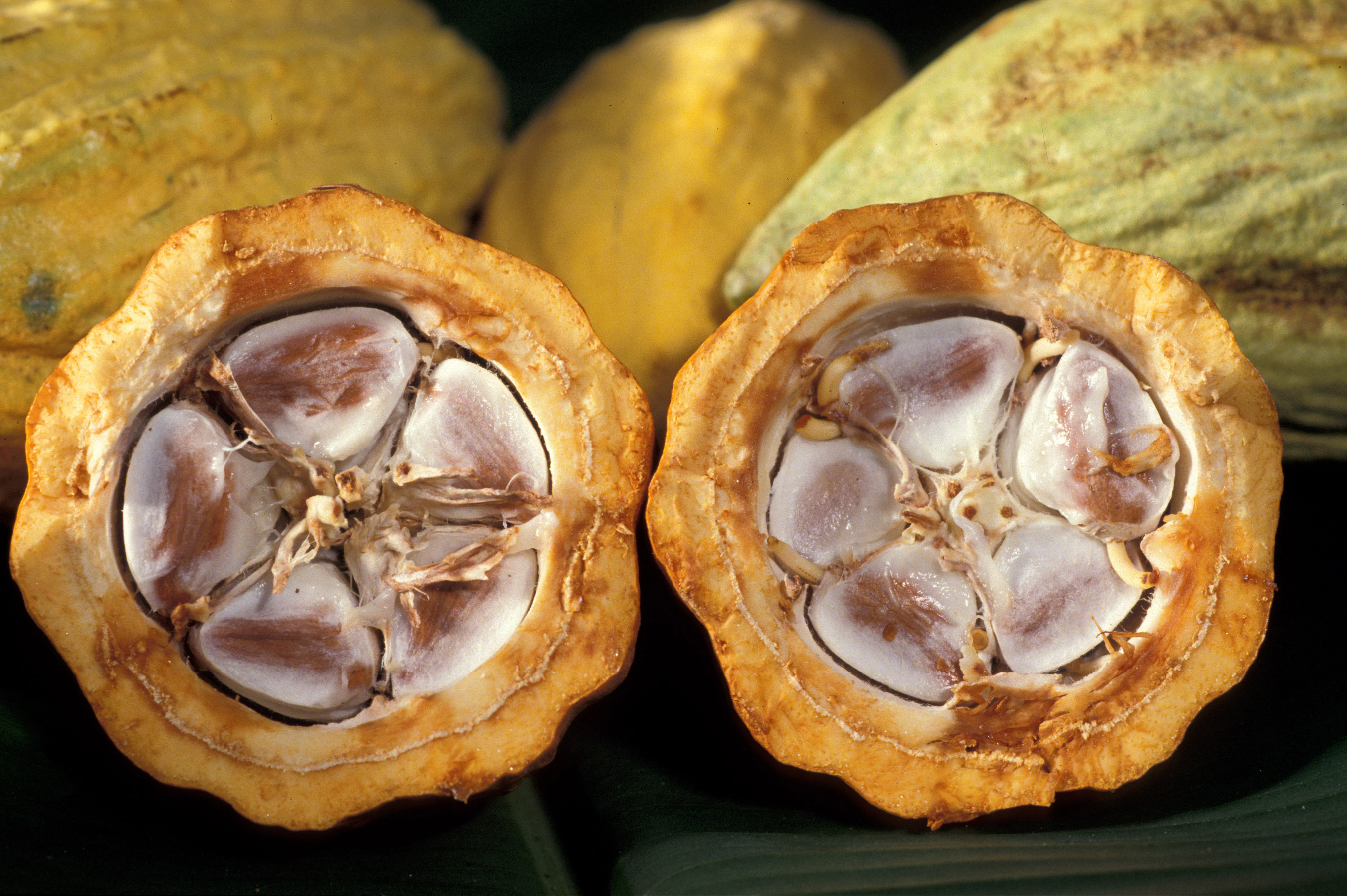
ثمار الكاكاو حيث تظهر البذور واللب

تقود ساحل العاج العالم في إنتاج وتصدير حبوب الكاكاو المستخدمة في تصنيع الشوكولاتة، اعتبارًا من عام 2012، حيث تمد العالم بـ 38٪ من الكاكاو. تزود غرب إفريقيا بشكل عام العالم بثلثي محصول الكاكاو، حيث تنتج ساحل العاج 1.8 مليون طن اعتبارًا من عام 2017، وتنتج غانا ونيجيريا والكاميرون وتوغو 1.55 مليون طن إضافية. تفوقت ساحل العاج على غانا كأكبر منتج في العالم لحبوب الكاكاو في عام 1978، واليوم تعتمد بشكل كبير على المحصول، الذي يمثل 40 ٪ من دخل الصادرات الوطنية. المنافس الرئيسي غير الأفريقي لساحل العاج هو إندونيسيا، التي تحولت حالة إنتاج صناعة الكاكاو المحلية الغير موجودة تقريبًا في السبعينيات إلى أن تصبح واحدة من أكبر المنتجين في السوق بحلول أوائل العقد الأول من القرن الحادي والعشرين. وفقًا لمنظمة الأمم المتحدة للأغذية والزراعة، تفوقت إندونيسيا على غانا وأصبحت ثاني أكبر منتج في العالم في عام 2006. تنشر مؤسسة الكاكاو العالمية أرقامًا أقل بكثير لإندونيسيا في إنتاج الكاكاو، ولكنها تعترف على أنها أكبر منتج لحبوب الكاكاو خارج غرب إفريقيا. يشتري منتجو الشوكولاتة الكبار مثل كادبوري وهيرشي ونسلة العقود الآجلة والخيارات للكاكاو الإيفواري من خلال يورونكست حيث يتم تحديد الأسعار العالمية.